# Дружба (Тыва)
Дружба — село в Бай-Тайгинского кожууне Республики Тыва. Административный центр Ээр-Хавакского сумона.

## География
Село находится у канала Бай-Тал.
Фактически Дружба слилось с райцентром — селом Тээли.
К селу административно примыкают местечки (населённые пункты без статуса поселения) м. Подвал, м. Эдер-Куй. Фактически стал местечком арбан (посёлок) Ээр-Хавак, действующий населённый пункт в составе Ээр-Хавакского сумона.
Уличная сеть
Ул. 70 лет ВЛКСМ, ул. Аныяктар, ул. Ленина, ул. Малчын, ул. Новая, ул. Тайбын, ул. Хараар-Тей, ул. Эрик.

## Население
| 2002 | 2010 |
| ---- | ---- |
| 576  | →576 |

## Инфраструктура
Детский сад «Челээш», детский сад «Дамырак», Найыралская начальная школа

## Транспорт
Автодорога регионального значения Кызыл — Тээли.